# Кључ (област)
Кључ је област у источној Србији и део Влашко-понтијског басена. Простире се на територији ограниченој реком Дунав према Румунији, планином Мироч на западу, а од Неготинске Крајине је одвојена границом која пролази између Брзе Паланке и Грабовице.
Посебно је одвојена од карпатско-балканске планинске области, због својих посебних одлика. Док Карпатско-балкански предео карактеришу планине, ова област има раван рељеф, са надморском висином око 30 метара. Ово је најзападнији део Влашке низије, која се највећим делом налази у Бугарској и Румунији. Највећи град је Кладово.

## Становништво
Кључ се у потпуности налази на територији општине Кладово обухватајући 21 од 23 насеља кладовске општине, јер два припадају Неготинској Крајини (Брза Паланка и Река).
| Насеље          | Становништво (2011) | Становништво (2022) | Промена (%) |
| --------------- | ------------------- | ------------------- | ----------- |
| Вајуга          | 437                 | 325                 | -25,63%     |
| Велесница       | 215                 | 257                 | +19,53%     |
| Велика Врбица   | 792                 | 586                 | -26,01%     |
| Велика Каменица | 542                 | 661                 | +21,96%     |
| Грабовица       | 685                 | 450                 | -34,31%     |
| Давидовац       | 534                 | 438                 | -17,98%     |
| Кладово         | 8.869               | 8.171               | -7,87%      |
| Кладушница      | 634                 | 550                 | -13,25%     |
| Корбово         | 740                 | 582                 | -21,35%     |
| Костол          | 961                 | 752                 | -21,75%     |
| Купузиште       | 237                 | 157                 | -33,76%     |
| Љубичевац       | 364                 | 324                 | -10,99%     |
| Мала Врбица     | 782                 | 473                 | -39,51%     |
| Кладово         | 168                 | 118                 | -29,76%     |
| Милутиновац     | 143                 | 104                 | -27,27%     |
| Нови Сип        | 767                 | 588                 | -23,34%     |
| Петрово Село    | 79                  | 41                  | -48,10%     |
| Подвршка        | 981                 | 734                 | -25,18%     |
| Речица          | 23                  | 19                  | -17,39%     |
| Ртково          | 827                 | 645                 | -22,01%     |
| Текија          | 792                 | 618                 | -22,81%     |
| Кључ            | 19.572              | 16.593              | -15,22%     |

## Индустрија
Крај је познат по винима. У Кључу се налазе бројни виногради.

## Клима
У овој области влада умерено-континентална клима са топлим летима, и благим зимама. Овде се температуре зими ретко спусте испод -10 степени Целзијусових. Много је мање падавина у односу на Западну Србију. Просек је око 500 мм/м2.